# Драгиня
Драги́ня — село в Україні, у Закарпатській області, Мукачівському районі.
В урочищі Старе Село — поселення римсько-провінційної культури. Обабіч берегів Старої від села Зняцеве до села Драгиня — давньослов'янська курганна група. Досліджувалася С. І. Пеняком в 1961, 1965 роках.
Село засноване у ХІХ столітті
До 1924 р. територія тепершнього села була вкрита суспільними лісами, які раніше належали поміщикові Вірані Шандору. Першими жителями села були Лешко М. А., Бутела С, Лукач В., Мерцин Ю.,Криса М. З 1924 р. на території теперішньої Драгині вирубують ліси. Почалося переселення. Переселенці ці були бідняками, які немали землі в Зняцеві. Проте і в Драгині небуло легко, багато земель заливалося водою. В 1924 р.була заснована однокомплектна школа.
Церква Різдва пр. Богородиці. 1995.
Мурована церква базилічної форми, збудована в центрі села з 1993 до 1995 р. на місці старої школи, є першою церквою в селі.

## Населення
Згідно з переписом УРСР 1989 року чисельність наявного населення села становила 472 особи, з яких 211 чоловіків та 261 жінка.
За переписом населення України 2001 року в селі мешкало 550 осіб.

### Мова
Розподіл населення за рідною мовою за даними перепису 2001 року:
| Мова       | Відсоток |
| ---------- | -------- |
| українська | 97,64 %  |
| угорська   | 1,45 %   |
| білоруська | 0,18 %   |
| російська  | 0,18 %   |
| інші       | 0,55 %   |

## Туристичні місця
- В урочищі Старе Село — поселення римсько-провінційної культури.
- давньослов'янська курганна група.  
- річка Мала Латориця